# 제1잠수정전단 베딩겐
제1잠수정전단 베딩겐(독일어: 1. Unterseebootsflottille „Weddigen“ 아인 운터지보츠플로틸레 베딩겐[*])은 나치 독일의 전쟁해군 최초의 잠수정 부대이다. 1935년 9월 27일 카를 되니츠 호위함장(중령급)을 초대 전단장으로 편성되었다. 별명 "베딩겐"은 제1차 세계 대전 당시 잠수정 정장이었던 오토 베딩겐 대위를 기려 붙인 것이다.
최초 편성 당시 제1잠수정전단의 병력은 II형 U-9 한 척 뿐이었지만 나중에 U-1에서 U-12가 추가되었다. 그러나 U-1에서 U-6은 노이슈타트에 정박하며 훈련용으로만 사용되었다. 주둔지는 1935년 9월에서 1941년 5월 사이에는 킬이었고 이후 프랑스 브레스트로 옮겼다. 1944년 9월 해산되고 소속 잠수정들은 다른 전단들로 분배되었다.

## 역대 전단장
| 재임기간                 | 성명                         |
| ------------------------ | ---------------------------- |
| 1935년 9월 - 1936년 10월 | 주력함장(대령급) 카를 되니츠 |
| 1936년 10월 - 1937년 9월 | 주력함장 오토 로이케         |
| 1937년 10월 - 1939년 9월 | 대위 한스귄터 로프           |
| 1939년 9월 - 1939년 12월 | 대위 한스 에커만             |
| 1940년 1월 - 1940년 10월 | 초계함장(소령급) 한스 에커만 |
| 1940년 11월 - 1942년 2월 | 초계함장 한스 코하우츠       |
| 1942년 2월 - 1942년 7월  | 초계함장 하인츠 부흘로츠     |
| 1942년 7월 - 1944년 9월  | 초계함장 베르너 빈터         |